# Coppa Italia 2003-2004 (hockey in-line)
La Coppa Italia 2003-2004 è stata la 5ª edizione della principale coppa nazionale italiana di hockey in-line. È stata disputata dal 25 ottobre 2003 al 6 gennaio 2004. 
I Lions Arezzo si sono aggiudicati il trofeo per la prima volta nella sua storia sconfiggendo in finale l'Asiago Vipers.

## Partite

### Fase a gironi

#### Girone A
- Classifica Girone A1

| Squadra        | Pt | G | V | N | P | GF | GS | DG  |
| -------------- | -- | - | - | - | - | -- | -- | --- |
| Draghi Torino  | 12 | 4 | 4 | 0 | 0 | 28 | 6  | +22 |
| Skating Savona | 3  | 4 | 1 | 0 | 3 | 12 | 26 | -14 |
| Roller Lodi    | 3  | 4 | 1 | 0 | 3 | 10 | 18 | -8  |

- Classifica Girone A2

| Squadra          | Pt | G | V | N | P | GF | GS | DG  |
| ---------------- | -- | - | - | - | - | -- | -- | --- |
| Milano 17 RAMS   | 12 | 4 | 4 | 0 | 0 | 34 | 15 | +19 |
| All Blacks Monza | 6  | 4 | 2 | 0 | 2 | 27 | 22 | +5  |
| Canguri Brebbia  | 0  | 4 | 0 | 0 | 4 | 9  | 33 | -24 |

- Finale

| Squadra 1        | Risultato | Squadra 2      |
| ---------------- | --------- | -------------- |
| 30 novembre 2003 |           |                |
| Draghi Torino    | 1 - 9     | Milano 17 RAMS |

#### Girone B
| Squadra         | Pt | G | V | N | P | GF | GS | DG |
| --------------- | -- | - | - | - | - | -- | -- | -- |
| Diavoli Vicenza | 3  | 2 | 1 | 0 | 1 | 12 | 11 | +1 |
| Cittadella      | 3  | 2 | 1 | 0 | 1 | 11 | 12 | -1 |

#### Girone C
| Squadra             | Pt | G | V | N | P | GF | GS | DG  |
| ------------------- | -- | - | - | - | - | -- | -- | --- |
| Invicta Modena      | 16 | 6 | 5 | 1 | 0 | 34 | 19 | +15 |
| Pattinatori Estensi | 10 | 6 | 3 | 1 | 2 | 23 | 23 | 0   |
| Libertas Forlì      | 6  | 6 | 1 | 3 | 2 | 22 | 24 | -2  |
| Falchi Parma        | 2  | 6 | 0 | 2 | 4 | 18 | 31 | -13 |

#### Girone D
| Squadra             | Pt | G | V | N | P | GF | GS | DG  |
| ------------------- | -- | - | - | - | - | -- | -- | --- |
| Lions Arezzo        | 24 | 8 | 8 | 0 | 0 | 75 | 18 | +57 |
| Versilia            | 15 | 8 | 5 | 0 | 3 | 39 | 38 | +1  |
| Aurora Scandicci    | 12 | 8 | 4 | 0 | 4 | 33 | 43 | -10 |
| Empoli              | 7  | 8 | 2 | 1 | 5 | 40 | 60 | -20 |
| Wild Boars Grosseto | 1  | 8 | 0 | 1 | 7 | 23 | 51 | -28 |

#### Girone E
| Squadra              | Pt | G | V | N | P | GF | GS | DG  |
| -------------------- | -- | - | - | - | - | -- | -- | --- |
| Asiago Vipers        | 12 | 4 | 4 | 0 | 0 | 35 | 10 | +25 |
| Ghosts Padova        | 6  | 4 | 2 | 0 | 2 | 25 | 18 | +7  |
| Gladiators Azzano Xº | 0  | 4 | 0 | 0 | 4 | 6  | 38 | -32 |

#### Girone F
| Squadra          | Pt | G | V | N | P | GF | GS | DG |
| ---------------- | -- | - | - | - | - | -- | -- | -- |
| Polet Trieste    | 3  | 2 | 1 | 0 | 1 | 10 | 9  | +1 |
| Islanders Spinea | 3  | 2 | 1 | 0 | 1 | 9  | 10 | -1 |

#### Girone G
- Girone G1

| Squadra 1            | Risultato | Squadra 2                |
| -------------------- | --------- | ------------------------ |
| 2 novembre 2003      |           |                          |
| Pirati Civitavecchia | 5 - 2     | Roll Shark San Benedetto |

- Classifica Girone G2

| Squadra            | Pt | G | V | N | P | GF | GS | DG  |
| ------------------ | -- | - | - | - | - | -- | -- | --- |
| Latina             | 12 | 4 | 4 | 0 | 0 | 32 | 10 | +22 |
| Ariccia            | 6  | 4 | 2 | 0 | 2 | 20 | 17 | +3  |
| Braccobaldo Napoli | 0  | 4 | 0 | 0 | 4 | 7  | 32 | -25 |

- Finale

| Squadra 1            | Risultato | Squadra 2 |
| -------------------- | --------- | --------- |
| 23 novembre 2003     |           |           |
| Pirati Civitavecchia | 0 - 4     | Latina    |

#### Girone H
- Classifica Girone H1

| Squadra                 | Pt | G | V | N | P | GF | GS | DG  |
| ----------------------- | -- | - | - | - | - | -- | -- | --- |
| Rhegium Reggio Calabria | 6  | 2 | 2 | 0 | 0 | 36 | 6  | +30 |
| Wild Boys Noto          | 3  | 2 | 1 | 0 | 1 | 20 | 20 | 0   |
| Genius Milazzo          | 0  | 2 | 0 | 0 | 2 | 4  | 34 | -30 |

- Classifica Girone H2

| Squadra         | Pt | G | V | N | P | GF | GS | DG |
| --------------- | -- | - | - | - | - | -- | -- | -- |
| Phoenix Palermo | 6  | 2 | 2 | 0 | 0 | 9  | 6  | +3 |
| Catania Flames  | 1  | 2 | 0 | 1 | 1 | 5  | 6  | -1 |
| Aquile Messina  | 1  | 2 | 0 | 1 | 1 | 7  | 9  | -2 |

- Finale

| Squadra 1               | Risultato | Squadra 2       |
| ----------------------- | --------- | --------------- |
| 30 novembre 2003        |           |                 |
| Rhegium Reggio Calabria | 16 - 1    | Phoenix Palermo |

### Final Eight
I quarti di finale e le semifinali della Final Eight della manifestazione si sono disputate dal 7 all'8 dicembre 2003 a Vercelli; la finale è stata disputata il 6 gennaio 2004 a Bassano del Grappa.
|  | Quarti di finale        | Quarti di finale        | Quarti di finale        |                         |               | Semifinali    | Semifinali | Semifinali |  |  | Finale | Finale | Finale |  |
|  |                         |                         |                         |                         |               |               |            |            |  |  |        |        |        |  |
|  | Lions Arezzo            | Lions Arezzo            | 11                      |                         |               |               |            |            |  |  |        |        |        |  |
|  | Lions Arezzo            | Lions Arezzo            | 11                      |                         |               |               |            |            |  |  |        |        |        |  |
|  | Polet Trieste           | Polet Trieste           | 4                       |                         |               |               |            |            |  |  |        |        |        |  |
|  | Polet Trieste           | Polet Trieste           | 4                       |                         | Lions Arezzo  | Lions Arezzo  | 4          |            |  |  |        |        |        |  |
|  |                         |                         |                         |                         | Lions Arezzo  | Lions Arezzo  | 4          |            |  |  |        |        |        |  |
|  |                         |                         | Rhegium Reggio Calabria | Rhegium Reggio Calabria | 1             |               |            |            |  |  |        |        |        |  |
|  | Rhegium Reggio Calabria | Rhegium Reggio Calabria | Rhegium Reggio Calabria | Rhegium Reggio Calabria | 1             | 7             |            |            |  |  |        |        |        |  |
|  | Rhegium Reggio Calabria | Rhegium Reggio Calabria |                         |                         |               |               |            |            |  |  |        |        |        |  |
|  | Diavoli Vicenza         | Diavoli Vicenza         | 6                       |                         |               |               |            |            |  |  |        |        |        |  |
|  | Diavoli Vicenza         | Diavoli Vicenza         | 6                       |                         | Lions Arezzo  | Lions Arezzo  | 5          |            |  |  |        |        |        |  |
|  |                         |                         |                         |                         |               |               |            |            |  |  |        |        |        |  |
|  |                         |                         | Asiago Vipers           | Asiago Vipers           | 3             |               |            |            |  |  |        |        |        |  |
|  | Asiago Vipers           | Asiago Vipers           | Asiago Vipers           | Asiago Vipers           | 3             | 7             |            |            |  |  |        |        |        |  |
|  | Asiago Vipers           | Asiago Vipers           |                         |                         |               |               |            |            |  |  |        |        |        |  |
|  | Latina                  | Latina                  | 2                       |                         |               |               |            |            |  |  |        |        |        |  |
|  | Latina                  | Latina                  | 2                       |                         | Asiago Vipers | Asiago Vipers | 4          |            |  |  |        |        |        |  |
|  |                         |                         |                         |                         | Asiago Vipers | Asiago Vipers | 4          |            |  |  |        |        |        |  |
|  |                         |                         | Invicta Modena          | Invicta Modena          | 3             |               |            |            |  |  |        |        |        |  |
|  | Invicta Modena          | Invicta Modena          | Invicta Modena          | Invicta Modena          | 3             | 5             |            |            |  |  |        |        |        |  |
|  | Invicta Modena          | Invicta Modena          |                         |                         |               |               |            |            |  |  |        |        |        |  |
|  | Milano 17 RAMS          | Milano 17 RAMS          | 2                       |                         |               |               |            |            |  |  |        |        |        |  |